# Laranjal do Jari

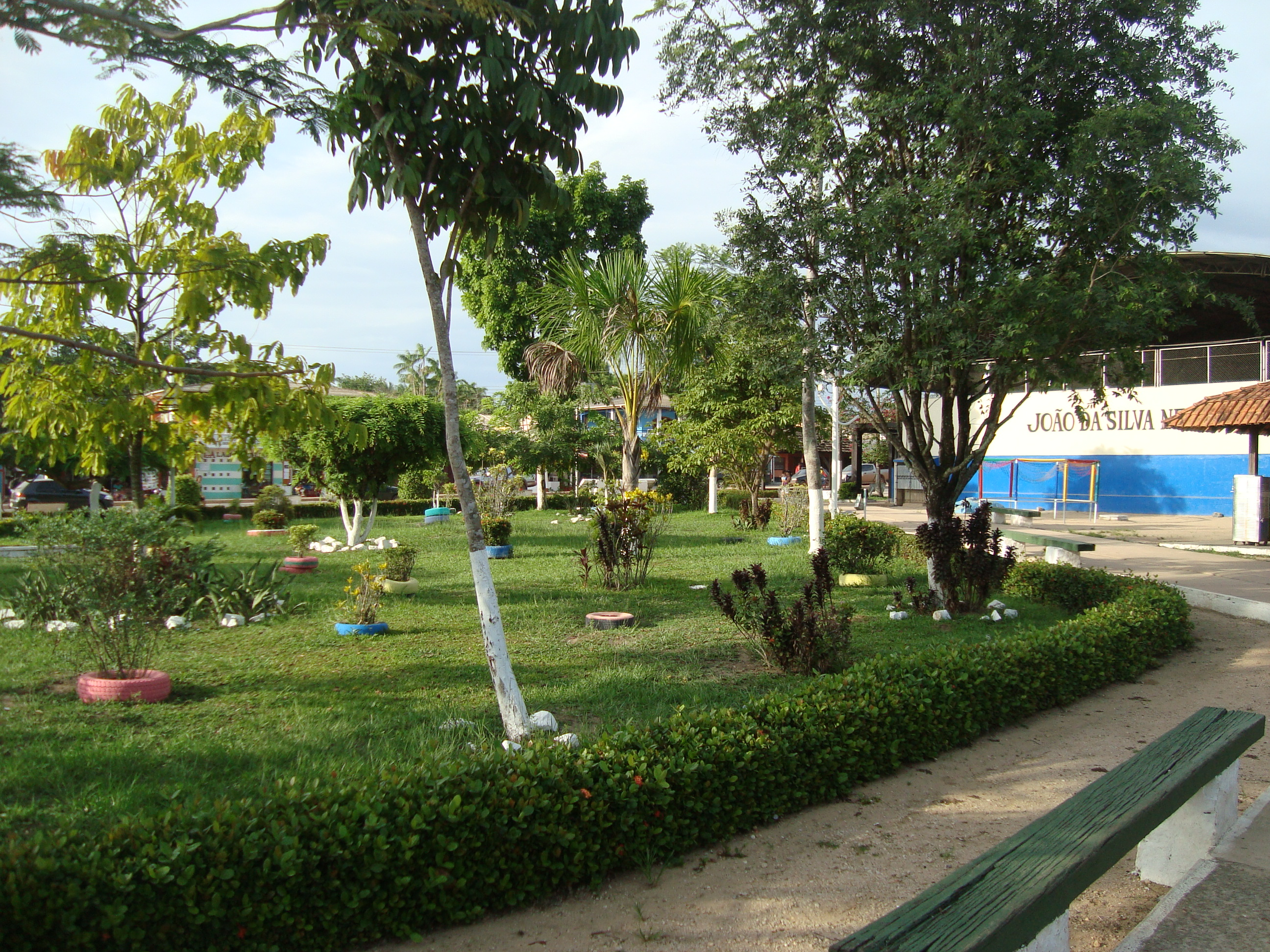
Parc

Laranjal do Jari este o municipalitate în unitatea federativă Amapá (AP) din Brazilia.